# Joaquin Tuason
Joaquin Tuason (Pateros, 19 augustus 1843 - Pasig, 27 september 1908) was een Filipijns schrijver en vertaler in het Tagalog.

## Biografie
Joaquin Tuason werd geboren op 19 augustus 1843 in Pateros, toen nog in de Filipijnse provincie Rizal. Tuason studeerde aan de Ateneo de Manila en werd daar door de jezuïeten ingezet om religieuze boeken naar het Tagalog te vertalen. Het door hem geschreven boek Matuid na Landas Patungo sa Langit (het recht pad naar de hemel) was erg succesvol. Er verschenen tien edities van. Hij bracht onder de titel Ang bagong Robinson een vertaling uit van de roman Robinson der Jüngere van Joachim Heinrich Campe. Naast proza vertaalde hij ook gedichten zoals Eliseo at Hortensia gebaseerd op Floranta at Laura van Francisco Balagtas.
Tuason overleed in 1908 op 65-jarige leeftijd.

## Bron
- Carlos Quirino, Who's who in Philippine history, Tahanan Books, Manilla (1995)